# Hyljeluoto
Hyljeluoto är en ö i Finland. Den ligger i sjön Saimen och i kommunen Klemis i den ekonomiska regionen  Villmanstrands ekonomiska region  och landskapet Södra Karelen, i den södra delen av landet, 190 km nordost om huvudstaden Helsingfors. Öns största längd är 10 meter i öst-västlig riktning.